# 최돈정
최돈정(崔燉正, 1940~2019년)은 대한민국의 추상 화가이다.
홍익대학교 서양화과를 졸업(1963년)하고, 대구미술대전(1983년)에서 전체 대상(문화공보부 장관상)을 수상하였으며, 태고의 원초적 자연을 되살려 표현하는 작업을 중심으로 63년 동안 3,400여점을 작업했다.

## 생애 / 수상
생애
• 1940년 10월 26일(음력 1940년 9월 26일) 서울 종로구 창성동 94번지 출생이다.
1971년 4월 26일에 배우자 곽진숙과 결혼하였다.
• 슬하에 2녀 1남이 있다.
• 2019년 3월 14일 폐암으로 대구광역시에서 사망하였다.
수상
• 1961년: 2회 세계미술교육전 입상 (서울 동덕여대 전시관)
• 1962년: 1회 신상회 공모전 입상 (서울 신신백화점 화랑)
• 1982년: 2회 대구직할시 시전 특선 (대구 시민회관 미술관)
• 1983년: 3회 대구직할시 미술대전 전체 대상(문화공보부장관상) (대구 시민회관 미술관)
• 2003년: 대구미술대전 대구광역시장상(초대작가상)

## 작품활동
• (부유한 집안 의사 아들로) 고등학교 2학년인 1957년(만 16세)부터 유화 작업을 시작하였다.
• 1960년부터 2016년까지 서울, 대구, 상주, 충주 등에서 총 25회 개인전을 개최하였다.
• 1960년부터 2016년까지 국외(네덜란드, 중국, 일본, 대만, 러시아)와 국내(서울, 대구, 부산, 대전, 광주, 상주, 진주, 고양, 전주)에서 총 500여회 단체전에 참가하였다.
• 1957년부터 2019년까지 63년동안 총 3,400여점을 작업하였다. 1년 평균 약 54점을 작업한 셈이다.
• 한국미술협회, 대구원로작가회 회원으로 활동하였다.

### 주요작품
유투브로 확인 가능하다. <출처: 서양화가 최돈정 아트코리아 유튜브미술관(등록: 2019년 10월 10일)>

### 개인전
1960년  제1회 개인전 (신신다방, 경북 상주), 만20세
1962년  제2회 개인전 (문화원 전시실, 경북 상주), 만22세
1963년  제3회 개인전 (군청전시실, 경북 상주), 만23세
1964년  제4회 개인전 (문화원전시실, 경북 상주), 만24세
1965년  제5회 파스텔전 (피카디리홀, 충북 충주), 만25세
1966년  제6회 초대전 (피카디리홀, 충북 충주), 만26세
1967년  제7회 초대전 (문화원전시실, 충북 충주), 만27세
1968년  제8회 개인전 (문화원전시실, 경북 상주), 만28세
1970년  제9회 드로잉전 (문화원전시실, 경북 상주), 만30세
1972년  제10회 개인전 (대구백화점화랑, 대구), 만32세
1977년  제11회 개인전 (대구백화점화랑, 대구), 만37세
1981년  제12회 초대전 (태백화랑전시실, 대구), 만41세
1984년  제13회 대상 수상전 (태백화랑전시실, 대구), 만44세
1994년  제14회 개인전 (벽아미술관, 대구), 만54세
2000년  제15회 개인전 (동아쇼핑전시관, 대구), 만60세
2003년  제16회 초대전 (갤러리라운지, 대구), 만63세
2004년  제17회 초대전 (갤러리혜은, 경북 상주), 만64세
2005년  제18회 초대전 (갤러리라운지, 경북 상주), 만65세
2006년  제19회 초대전 (갤러리모레아, 대구), 만66세
2007년  제20회 초대전 (갤러리모레아, 대구), 만67세
2008년  제21회 초대전 (갤러리모레아, 대구), 만68세
2008년  제22회 개인전 (경인미술관, 서울), 만68세
2009년  제23회 개인전 (대구문화예술회관, 대구), 만69세
2012년  제24회 개인전 (수성아트피아 멀티아트홀, 대구), 만72세
2016년  제25회 초대전 (수성아트피아 전시실 전관, 대구), 만76세

### 단체전
1960년   홍익대학 미술대전 (특선) (중앙공보관 화랑, 서울)
1961년 「창립전」 재홍.영남미전 (국립도서관 전시실, 서울) 회장
1962년   육군 본부 비구상 초대전 (중앙공보관 화랑, 서울)
1963년   한국미술협회 회원전 (서울국립현대미술관)
1964년   최돈정, 김관, 서청자 3인전 (문화원화랑, 상주)
1971년   제13회 홍익미대 동문전 (국립공보관화랑, 서울)
1972년   제1회 대구향토작가 초대전 (대구백화점화랑, 대구)
1973년   경북 상주군 예술제 초대 출품 (문화원화랑, 상주)
1974년   제1회 한국 Acrylic Color화 초대전 (신문화관화랑, 서울)
             새마을사업 기금모금 소품전 (시립도서관 전시실, 대구)
             계명대학 미술과 10주년기념전 (계명대학교 전시관, 대구)
1975년 「창립」 현대미술제 회원전 (대구백화점화랑, 대구)
           「창립」 「직전 直展」 회원전 (매일신문사화랑, 대구)
              대구현대작가협회(D.C.A.A) 창립전 [작가: 문곤, 정인화, 정종해, 최돈정, 최영조, 최학노] (대구백화점화랑, 대구)
              제2회 「직전」 회원전 (신세계화랑, 대구)
              제2회 현대미술제 초대전 (계명대학교 전시관, 대구)
              3.4 초대전 (유경화랑, 대구)
1976년 「창립」 경북교육미술협회회원전 (동아백화점화랑, 대구)
              제4회 INDEPENDANTS전 (국립현대미술관, 서울)
              대구현대작가 초대전 (대구백화점화랑, 대구)
              30대 작가 초대전 (현대백화점화랑, 대구)
              제3회 「직전」 회원전 (대구시민회관전시실, 대구)
              서양화가 초대전 (고려백화점화랑, 대구)
              향토작가 초대전 (동아백화점화랑, 대구)
              3.4 초대전 (유경화랑, 대구)
              동아백화점 개관기념 초대전 (동아화랑, 대구)
1977년  제32회 현대작가 초대전 (시민회관전시실, 대구)
              제4회 「직전」회원전 (매일신문사화랑, 대구)
1978년  제5회 「직전」회원 초대전 (홍명미술관, 대전)
1979년  제6회 「직전」회원전 (대전시민회원전시실, 대전)
1980년  제7회 「직전」회원 초대전 (동양화랑, 진주)
             한.중 미술교류전 (국립역사박물관, 중화민국)
1981년  대구직할시 승격기념전 (시민회관 전시실, 대구)
           「창립」 대구시 중등미협 회원전 (동아화랑, 대구)
             제24회 「INSEA」 국제대회, 한국대표, 현지 참가 및 유럽 13개국 미술계 순방 (네덜란드 암스테르담)
             제8회 「직전」 회원전 (대구백화점화랑, 대구)
1982년  현대 서양화 초대전 (협성미술관, 대구)
1983년  예맥화랑 개관기념전 (예맥화랑, 대구)
             대구미술 83 초대전 (태백화랑, 대구)
1984년  제9회 「직전」 회원 초대전 (가야화랑, 진주)
             영.호남미술전람회 (시민회관, 대구 / 남도예술회관, 광주)
             제10회 기념 「직전」 회원 초대전 (태백화랑, 대구)
             동아백화점 서양화 초대전 (동아미술관, 대구)
             대구 서양화 60년사전 (동아미술관, 대구)
1985년  광복40주년기념 향토작가 초대전 (동아미술관, 대구)
1986년 「사랑을 주제로한 회화전」 초대 (태백화랑, 대구)
              대구 달구벌축제 초대전 (시민회관전시실, 대구)
              ’86아시안게임 기념 작품전 (시민회관전시실, 대구)
              현대미술 4인전 (홍대미대 동문) (태백화랑, 대구)
1987년  KBS 개국48주년 「향토작가 105인전」 (시민회관, 대구)
             사랑을 나누는 그림전 (제일은행전시관, 대구)
             회화4인초대전 - 김종영, 이묘춘, 정일, 최돈정 (예맥화랑, 대구)
             대구시전 초대, 추천작가 작품전 (시민회관전시실, 대구)
1988년  한국.중국 미술교류전 (시민회관전시실, 대구)
            ’88달구벌 미술대전 초대 작가전 (시민회관전시실, 대구)
1989년  개국 50주년 KBS 미술제 초청전 (시민회관전시실, 대구)
             한국.일본 미술교류전 초대전 (센다이 궁성현미술관, 일본)
             대중시 승격 100주년 기념 초대전 (대중시문화중심, 대만)
             아시아 지구 화가 초청권 (역사박물관, 중화민국)
             한국.중국 미술교류전 (국립역사박물관, 중화민국)
             대구시 미술대전 최대작가전 (시민회관전시실, 대구)
1990년  영남미술인 작품 초대전 (대판시 국제교류센터, 일본)
             대구시 미술대전 초대 작가전 (시민회관전시실, 대구)
1991년  대구문화예술회관 개관기념 초대전 (문화예술회관, 대구)
             KBS 영.호남미술교류전 (광주남도예술회관 / 대구시민회관)
             대구미술대전 수상작가 초대전 (대구문화예술회관 미술관, 대구) 12.7-12.28 매일신문(1991.12.4)
1992년  미술관 개관기념기증 향토작가전 (문화예술회관, 대구)
             영.호남 100인 초대전 (광주시립미술관, 대구문화예술회관)
             아주미술협회 현맹미술 초대전 (문화예술회관, 대구)
             제1회 대구문인협회 시화 초대전 (문화예술회관, 대구)
1993년  서양화 도입 70주년기념 비형상대전 (대구문화예술회관, 대구)
             대구, 센다이 국제교류전 (센다이 미야기겐 미술관, 일본)
             대전EXPO기념 100인 초대전 (예림화방기획전, 대구)
             현대 서양화 4인 초대전-최돈정, 김종영, 정일, 이묘춘 (문화회관 전시실, 상주)
1994년  제10회 남부현대 미술제 초대전 (대전시민회관, 대전)
           「창립」 상백회 (신미화랑, 대구 / 상주문화원, 상주)
             제1회 대구미술협회전 (대구문화예술회관, 대구)
1995년  사랑을 나누는 그림전 (동아쇼핑 미술관, 대구)
             광복50주년 이상화 동상건립전 (시민회관전시관, 대구)
             대구현대미술 초대전 (대구문화예술회관, 대구)
             대구 중견작가 30인전 (수성동아갤러리, 대구)
             제1회 대구 미술 초대전 (문화예술회관, 대구)
             제2회 상백회 회원전 (상주문화원전시실, 경북)
1996년  대구 40인 작가 초대전 (수성동아갤러리, 대구)
             한국.프랑스 작가 초대전 (문화예술회관, 대구)
           「창립」 대덕 미술제 (대구벽아미술관, 대구)
             사랑의 작품전 (시민회관 대전시관, 대구)
1997년  대구미술 50인 초대전 (칠곡동아백화점 개관기념)
             제1회 대구.상해 미술 교류작품전 (상해미술관, 중국)
             회화작품전 (김세호, 민형식, 최돈정) (벽아미술관, 대구)
             제3회 「상백회」 회원 초대전 (GALERIE SYLVE, )
           「대구미술 70년 역사전」 초대전 (대구문화예술관, 대구)
            대구미술관 건립을 위한 ART FAIR (대구문화예술회관, 대구)
1998년  제1회 남구미술작가 초대전 (대덕문화전당전시실, 대구)
1999년  제2회 남구미술작가 초대전 (대덕문화전당전시실, 대구)
             제4회 「상백회」 회원 초대전 (백아미술관전시실, 대구)
2000년  대구.밀라노 국제 미술전 (문화예술회관전시실, 대구)
           「대구미술 100년전」 (문화예술회관전시실, 대구)
2001년  대구-밀라노 국제 미술 교류전 (문화예술회관, 대구)
             우봉 미술관 개관 기념 초대전 (우봉미술관, 대구)
2002년  대구-강소성 미술교류전 (문화예술회관, 대구)
2003년  한국회화 조명 특별초대전 (광주비엔날레전시관, 광주)
2004년  자화상 60인 초대전 (대백프라자갤러리 기획전, 대구)
             대구 중진작가 초대전 (문화예술회관 전시실, 대구)
             대구 달서 첨단문화회관 개관전 (달서문화회관, 대구)
             대한민국 정수미술대전 초대전 (박정희체육관, 구미)
             KBS 대구총국전시실 개관기념전 (대구KBS 전시실, 대구)
2005년  두산아트센터 개관기념 초대전 (두산아트센터, 대구)
             대구.광주.부산.전라북도 미술전 (문화예술회관, 대구)
             회화의 새로운 시각 초대전[참여작가: 김인숙.김진태.배영철.서창환.송용달.최돈정] (갤러리소나무, 대구)
2006년  대구 현대미술의 상황전[원로작가: 정점식.서석규.최돈정.이영륭.유병수.문종옥] (대구시민회관 전시관, 대구)
            경북대학교미술관 개관기념 초대전 (경북대학교미술관, 대구)
          「창립전」 S.S회 회원 초대전[참여작가:오병훈.임천수.장대웅.황인호, 고문:최돈정] (갤러리혜은, 상주)
2007년  현대시인 6인 시화전(그림)[초대시인: 김연복.박찬선.이승진.조재학.조희옥.황구하] (모레아 / 북구문화원, 대구)
             대구.상트-페테르부르크 미술교류 초대전 특별기획 (상테-페테르부르크 마니쉬미술관, 러시아)
             2007년 전국 원로작가 초대전 (메트로갤러리, 광주)
2008년  대구현대미술제 초대전 (시민회관전시실, 대구)
2009년  CHAIN 회원 초대전 (부산문화예술회관, 부산)
2010년 「창립전」대구달서미술인회 회원전 (첨단문화회관, 대구)
             대구읍성안 근대 정축물 스케치전 (약전골목YMCA, eorn)
          「창립」 대구원로화가회[작가: 김건규.김동길.문종옥.박해동.배영철.서창환.유황.이영륭.정치환.최돈정] (수성아트피아호반갤러리, 대구)
             대한민국 원로 초대작가전 (고양시 KINTEX, 경기도)
2011년  대구세계육상선수권대회 기념전 (특별 전시관, 대구)
2012년  대구원로화가 특별 초대전 (문화예술회관, 대구)
대구문화예술회관 소장 작품 구.군 순회전 (2012.4.9~2012.4.20. 대덕문화전당 1,2전시장 외 5개 회관, 대구)
2013년  대구아트페스티벌 특별전 (문화예술회관, 대구)
초청순회전 "대구문화예술회관 소장작품전" (안동문화예술의전당, 안동) 2013.03.06-2013.03.31
2014년  6인 6색 초대전 (뉴욕갤러리, 대구)
2015년  경북예술고등학교 50주년 기획전 (문화예술회관, 대구)
2016년  대구의 추상미술(대구문예 소장품) (문화예술회관, 대구)
             대구미술 아우르기전 (예술의전당 한가람미술관, 서울)
             대구.전북 원로미술작가회전 (전라북도예술회관, 전주)
2018년  대구원로화가회전 (대백프라자갤러리, 대구) 2018.10.30(화)~11.04(월)
2025년  안동문화예술의전당 15주년 특별기획전시 ROOTS (안동문화예술의전당)  2025.06.12~2025.07.26
- 참여작가: 최돈정, 박서보, 권오봉, 김수명 등 총 12명

## 학력
• 1956년 김천중학교 졸업
• 1959년 상주고등학교 졸업
• 1963년 홍익대학교 미술대학 서양화과 학사 (1959년 입학)
- 사사: 이종무(1학년, 1959년), 이봉상(2학년, 1960년), 김환기(3~4학년, 1961~1962년)
- 1963년 졸업동기: 서박이, 유병엽, 한영자, 진병우, 정은기, 정대식, 김민회, 최희자, 석난희, 허인자, 박송우, 우윤경, 김일낙, 최봉현, 황일지, 문복철, 김영남, 김영자, 배명자, 차청옥, 정복생, 장말지, 이도홍, 신언진, 김인숙, 송영섭, 황영자, 함용암, 이태현, 곽계정, 조문자, 오계택, 마영자, 정청옥, 하연수, 이상득, 김인한, 오남길, 정진유, 진개웅 (최돈정 포함 41명)
- 펜싱부 활동
• 1974년 계명대학교 교육대학원 미술교육, 석사

## 가족

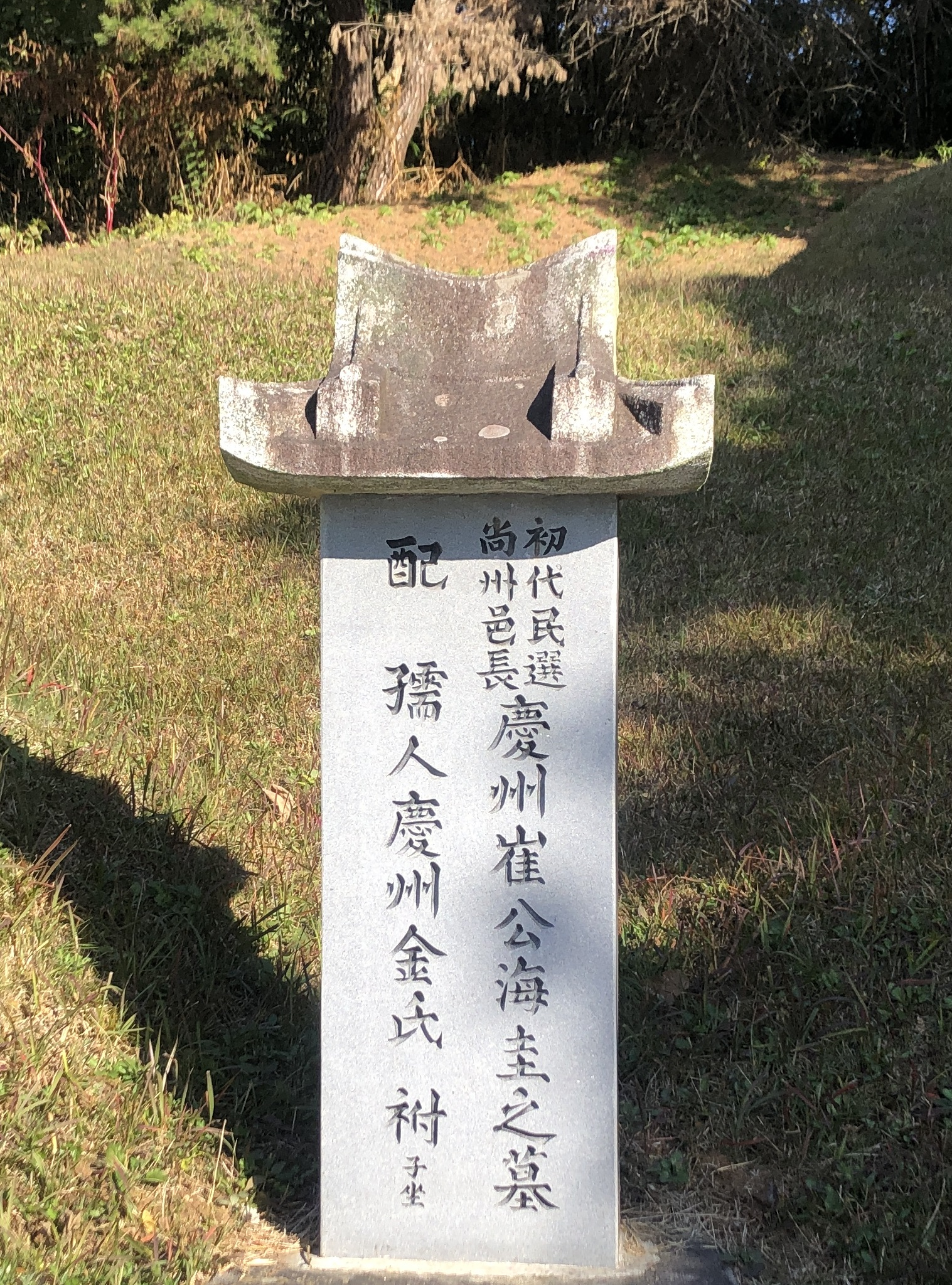

• 할아버지: 최해규, 초대민선 상주읍장(現 상주시장, 3선)
• 아버지: 최범주(1914~1997년 8월1일), 일본(동경) 의과대학(학사), 의사
• 어머니: 이금선(1915~1992년), 김천국민학교 졸업
• 형: 최돈성(1936~2018년) : 약사
• 남동생: 최돈우(1945년생): 의사 (미국 의학박사, 맨허튼 거주)
• 배우자: 곽진숙(1945년생): 前 초등교사
• 장남: 최홍배(1976년생), 기업 대표

## 기타
• 본관은 경주(慶州)이고, 舊名(구명)은 正仁(정인)이다.
• 1943년, 네 살 무렵부터 부유한 의사 아버지를 둔 덕에 색연필로 약봉지에 그림을 그리기 시작해 평생 그림만 팠다.
• 대학교 졸업 후, 작품을 집에 보관해 두었는데 최화백이 군에 입대 후 휴가를 나오니 조부님께서 나부(nude) 작품이 망측하다고 전부 소각했다고 한다.
• 군복무 시절 육군 전차부대에서 벽화를 그렸다고 한다.
• 1971년 결혼 후 48년간 장모님과 함께 살았다.
• 2012년 뇌경색 진단 받았다.
• 2018년 3월 27일, 경상북도 상주시청에 작품 500점을 기증하기로 했으나 최화백의 병세가 악화되어 진행이되지 못하였다.
• 사망사유는 폐암이다.